# 피에트로 1세 디 사보이아 백작
피에트로 1세 디 사보이아(이탈리아어: Pietro I di Savoia, 1048년 - 1078년 8월 9일)는 1057년부터 1078년까지 사보이아 백작이자 토리노 변경백이었다. 1048년 경 오도네와 수사의 아델라이데 사이에서 태어났고, 어머니 아델라이데에 의해 그의 동생인 아메데오 2세와 함께 섭정을 받았다.
| 피에트로 1세사보이아 가출생: 1048년 사망: 1078년 8월 9일 |                             |                   |
| 작위                                                     |                             |                   |
| 이전 오도네                                              | 사보이아 백작 1057년–1078년 | 이후 아메데오 2세 |